# Dialektó (ort i Grekland, Thessalien)
Dialektó är en ort i Grekland.   Den ligger i prefekturen Trikala och regionen Thessalien, i den centrala delen av landet, 250 km nordväst om huvudstaden Aten. Dialektó ligger 146 meter över havet och antalet invånare är 831.
Terrängen runt Dialektó är varierad, och sluttar österut. Runt Dialektó är det tätbefolkat, med 735 invånare per kvadratkilometer. Närmaste större samhälle är Trikala, 10,9 km öster om Dialektó. Trakten runt Dialektó består till största delen av jordbruksmark.